# Denico Autry
(en) Statistiques sur pro-football-reference
Denico Autry (né le 15 juillet 1990) est un sportif professionnel de football américain évoluant au poste de defensive end pour les Texans de Houston dans la National Football League (NFL).
Il a joué au football universitaire à l'East Mississippi Community College avant d'être transféré à l'université d'État du Mississippi où il a joué deux saisons pour les Bulldogs dans la NCAA Division I FBS.
Non sélectionné lors de la draft 2014, il est signé en tant qu'agent libre non drafté par les Raiders d'Oakland. Après trois saisons, il rejoint les Colts d'Indianapolis (2018-2020) et les Titans du Tennessee (2021-2023). Il signe ensuite avec les Texans de Houston le 11 mars 2024.

## Biographie

### Jeunesse
Autry joue au football américain au lycée pour les Albemarle High School Bulldogs. Il termine sa saison senior avec 142 plaquages dont 104 en solo, 9 sacks, 5 fumbles forcés et 4 récupérés. Il est désigné meilleur joueur défensif de l'année All-SNAP, meilleur joueur défensif de l'année de la Rocky River Conference , et participe au match NCCA East-West All-Star Game.

### Carrière universitaire
Autry joue d'abord au football américain universitaire pour les Lions de l'East Mississippi Community College et avec un bilan de 12 victoires sans défaite, ils remportent le titre 2011 de champion de l'état et le titre national de la NJCAA. Il est sélectionné dans la première équipe de la NJCAA en 2011.
Il est transféré à l'université d'État du Mississippi où il joue pour les Bulldogs en 2012 et 2013.
Durant la saison 2012, il dispute les 13 matchs dont 10 en tant que titulaire, totalisant 42 plaquages dont 9.5 pour perte de yards adverses, 4.0 sacks, force deux fumbles et réussit une interception. Il s'affirme lors des quatre derniers matchs de la saison, totalisant 4 plaquages pour perte, 2 sacks, 2 fumbles forcés, trois blitz (pressions sur le quarterback), une interception et une passe défendue. Le 27 octobre 2012, contre le Crimson Tide de l'Alabama, il atteint un sommet en carrière avec 5 plaquages en un match, dont un entraînant une perte de yards. Il répète sa performance contre les Tigers de LSU en y ajoutant un sack de 16 yards et son premier fumble forcé en tant que Bulldog. Pour sa performance, il est désigné meilleur joueur de ligne défensive de la semaine par College Football Performance Awards.
il est titulaire pour les douze matchs de la saison 2013. Durant leur victoire 44 à 7 au Liberty Bowl contre les Owls de Rice, il réussit un sack sur le quarterback Taylor McHargue.

### Carrière professionnelle
| Taille             | Poids            | Sprint 40 yd | aux 10 yd | aux 20 yd | 20 yd shuttle | 3 cone drill | Détente verticale  | Détente horizontale | BP      |
| ------------------ | ---------------- | ------------ | --------- | --------- | ------------- | ------------ | ------------------ | ------------------- | ------- |
| 6 ft 5 in (1,95 m) | 273 lbs (124 kg) | 5,07 s       | 1,75 s    | 2,87 s    | 4,42 s        | 7,37 s       | 29 in 1⁄2 (0,75 m) | 9 ft 7 in (2,9 m)   | 14 reps |

Le 20 mai 2014, Autry signe, en tant qu'agent libre non sélectionné à la draft, un contrat portant sur 4 saisons pour un montant de 3 154 059 dollars avec les Raiders d'Oakland,. Autry s'était d'abord engagé avec les Packers de Green Bay sous réserve de tests physiques. Ceux-ci n'étant pas satisfaisants, il ne reçoit pas de contrat de leur part.

### Raiders d'Oakland

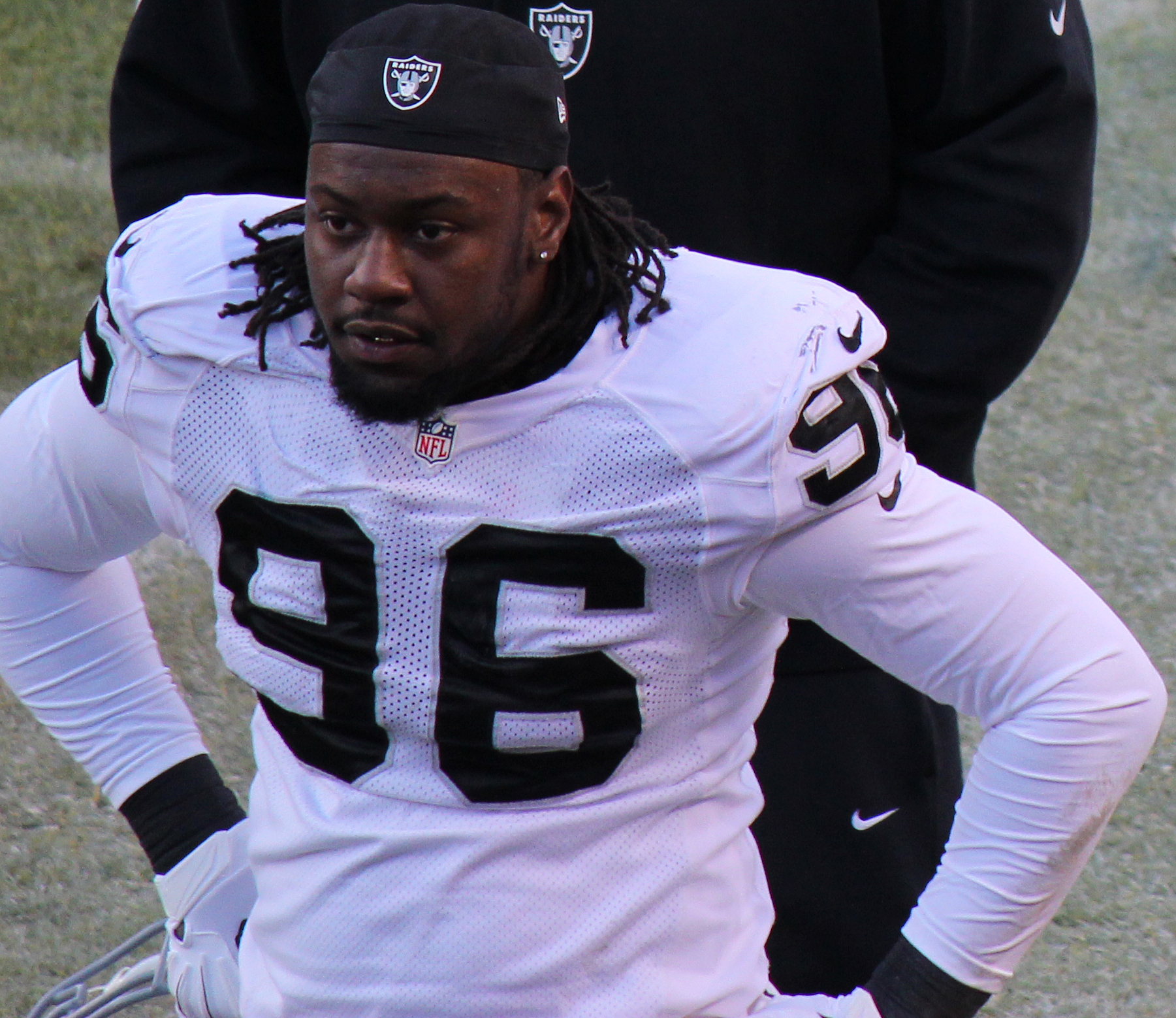
Audry avec les Raiders en 2014.

Autry fait ses débuts dans la NFL le 2 octobre 2014 contre les Browns de Cleveland, enregistrant deux plaquages. Il dispute dix matchs avec les Raiders en 2014, accumulant treize plaquages.
Autry participe à quatorze matchs dont huit en tant que titulaire durant la saison 2015, totalisant 22 plaquages, trois sacks, trois passes déviées et un safety.
Le 9 mars 2016, les Raiders lui proposent une offre exclusive d'agent libre. Il dispute les 16 matchs de la saison, totalisant 2 ½ sacks et défendant deux passes. Le 17 avril 2017 il signe un autre contrat d'un an et participe de nouveau aux 16 matchs de la saison dont trois comme titulaire. Il termine la saison avec 5 sacks et 7 passes défendues.

### Colts d'Indianapolis

#### 2018
Le 14 mars 2018, Autry signe un contrat de trois ans pour un montant de 17,8 millions de dollars avec les Colts d'Indianapolis,. Au cours de la 14e semaine, Autry enregistre trois sacks et force deux fumbles forcés (un sommet en carrière) lors de la défaite 0 à 6 contre les Jaguars de Jacksonville. Il continue sur sa lancée la semaine suivante, avec une paire de sacks et quatre plaquages lors de la victoire 24 à 21 contre les Texans de Houston, ce qui lui vaut le titre de meilleur joueur défensif de la semaine en AFC.

#### 2019
Autry commence à ressentir des symptômes de commotion cérébrale après la défaite des Colts contre les Saints de La Nouvelle-Orléans en 15e semaine. Il est dès lors placé dans le protocole de commotion de la ligue et manque les deux derniers matchs de la saison. En 14 matchs joués sur la saison 2019, Autry totalise 32 plaquages, 3 ½ sacks, et un fumble forcé.

#### 2020
Autry rejoue officiellement lors du premier match de la saison 2020 contre les Jaguars de Jacksonville (défaite 20 à 27) où il réussit deux sacks sur Gardner Minshew. Contre les Lions de Détroit en 8e semaine, il effectue deux sacks sur Matthew Stafford (victoire 41 à 21). Il est ensuite placé sur la liste des réservistes touchés par la Covid-19 le 20 novembre 2020 mais est réactivé le 3 décembre. Lors de la défaite 24 à 27 en tour de wild card contre les Bills de Buffalo, Audry effectue 1 ½ sack sur Josh Allen et force un fumble.

### Titans du Tennessee

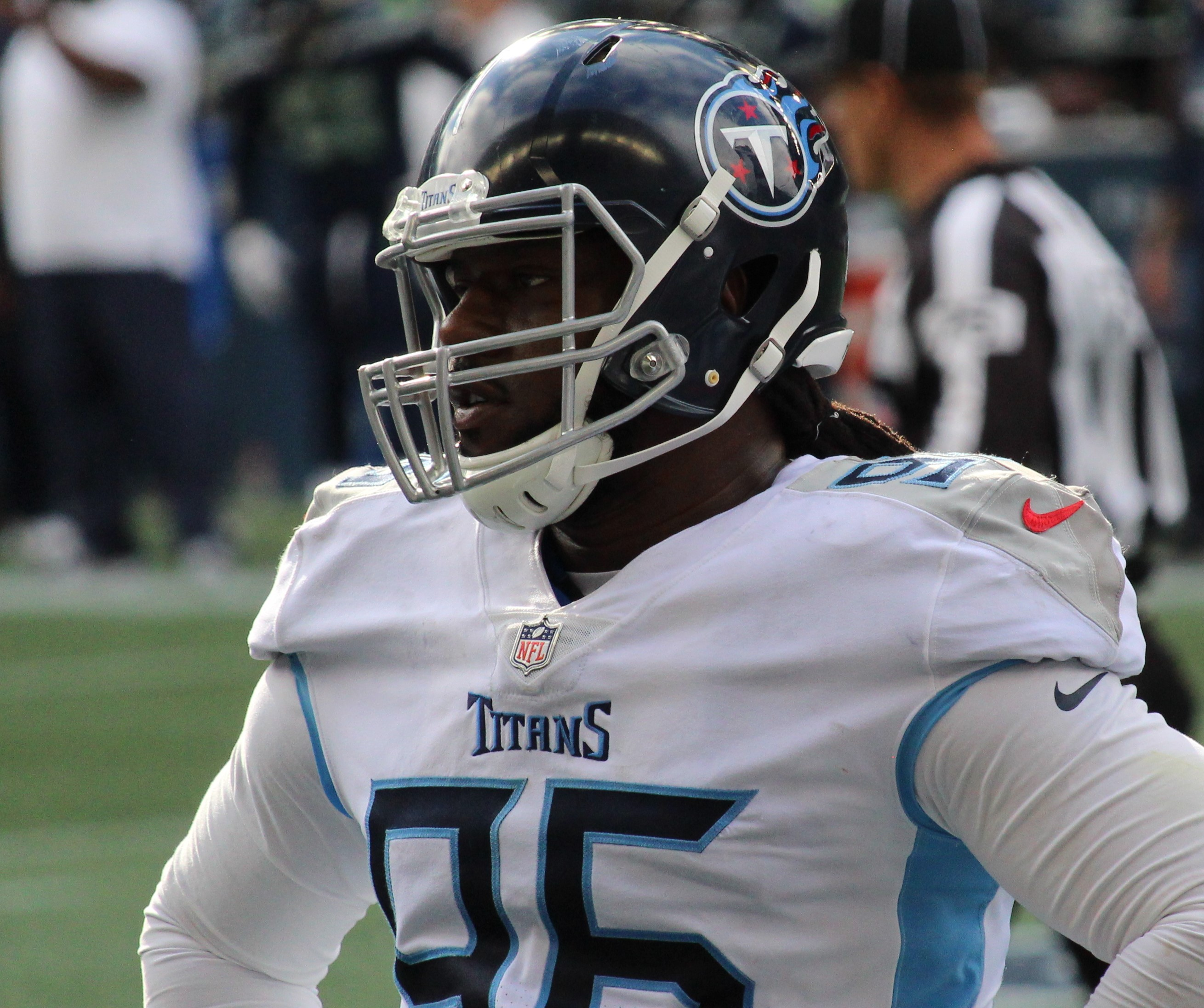
Autry avec les Titans en 2021.

Le 18 mars 2021, Autry signe un contrat de trois ans pour un montant de 21,5 millions de dollars avec les Titans du Tennessee.
E023, Autry réalise sa meilleure performance en carrière et est le meilleur de son équipe après avoir réussi 11 ½ sur la saison, en plus de 50 plaquages et deux fumbles forcés.

### Texans de Houston
Le 11 mars 2024, Autry signe un contrat de deux ans pour un montant de 20 millions de dollars dont 10,5 sont garantis.

## Statistiques

### Universitaires
| Année          | Équipe                        | Statut         | Pos            | MJ |      | Plaquages | Plaquages | Plaquages | Plaquages |       | Interception | Interception | Interception | Interception |  | Fumbles | Fumbles |
| Année          | Équipe                        | Statut         | Pos            | MJ | Comb | Solo      | Ass       | Sacks     | Nb.       | Yards | PD           | TD           | FF           | FR           |  |         |         |
| 2012           | Bulldogs de Mississippi State | Jr.            | DT             | 13 | 42   | 28        | 14        | 4,0       | 1         | 17    | 2            | 0            | 2            | 0            |  |         |         |
| 2013           | Bulldogs de Mississippi State | Sr.            | DT             | 12 | 31   | 14        | 17        | 2,0       | 0         | 0     | 3            | 0            | 1            | 0            |  |         |         |
| Totaux en NCAA | Totaux en NCAA                | Totaux en NCAA | Totaux en NCAA | 25 | 73   | 42        | 31        | 6,0       | 1         | 27    | 3            | 0            | 3            | 0            |  |         |         |

### Professionnelles
| Année                   | Équipe                  | MJ  |                | Plaquages      | Plaquages      | Plaquages      | Plaquages      |                | Interceptions  | Interceptions  | Interceptions | Interceptions |  | Fumbles | Fumbles |
| Année                   | Équipe                  | MJ  | Total          | Seul           | Ast.           | Sacks          | Nb.            | Yards          | Déf.           | TD             | Nb.           | Rec.          |  |         |         |
| 2014                    | Raiders d'Oakland       | 10  | 13             | 09             | 04             | 00,0           | 0              | 0              | 0              | 0              | 0             | 0             |  |         |         |
| 2015                    | Raiders d'Oakland       | 14  | 22             | 20             | 02             | 03,0           | 0              | 0              | 3              | 0              | 0             | 0             |  |         |         |
| 2016                    | Raiders d'Oakland       | 16  | 29             | 21             | 08             | 02,5           | 0              | 0              | 2              | 0              | 0             | 2             |  |         |         |
| 2017                    | Raiders d'Oakland       | 16  | 36             | 23             | 13             | 05,0           | 0              | 0              | 7              | 0              | 0             | 0             |  |         |         |
| 2018                    | Colts d'Indianapolis    | 12  | 37             | 28             | 09             | 09,0           | 0              | 0              | 1              | 0              | 2             | 1             |  |         |         |
| 2019                    | Colts d'Indianapolis    | 14  | 32             | 20             | 12             | 03,5           | 0              | 0              | 4              | 0              | 1             | 0             |  |         |         |
| 2020                    | Colts d'Indianapolis    | 14  | 33             | 20             | 13             | 07,5           | 0              | 0              | 0              | 0              | 0             | 0             |  |         |         |
| 2021                    | Titans du Tennessee     | 17  | 31             | 25             | 06             | 09,0           | 0              | 0              | 6              | 0              | 0             | 0             |  |         |         |
| 2022                    | Titans du Tennessee     | 12  | 27             | 17             | 10             | 08,0           | 0              | 0              | 4              | 0              | 2             | 0             |  |         |         |
| 2023                    | Titans du Tennessee     | 17  | 50             | 30             | 20             | 11,5           | 0              | 0              | 4              | 0              | 2             | 0             |  |         |         |
| 2023                    | Texans de Houston       | ?   | Saison à venir | Saison à venir | Saison à venir | Saison à venir | Saison à venir | Saison à venir | Saison à venir | Saison à venir | ?             | ?             |  |         |         |
| Totaux en NFL           | Totaux en NFL           | 142 | 169            | 121            | 48             | 23,0           | 0              | 0              | 31             | 0              | 7             | 3             |  |         |         |
| Totaux chez les Raiders | Totaux chez les Raiders | 056 | 100            | 073            | 27             | 10,5           | 0              | 0              | 12             | 0              | 0             | 2             |  |         |         |
| Totaux chez les Colts   | Totaux chez les Colts   | 026 | 069            | 048            | 21             | 12,5           | 0              | 0              | 05             | 0              | 3             | 1             |  |         |         |
| Totaux chez les Titans  | Totaux chez les Titans  | 046 | 108            | 072            | 36             | 28,5           | 0              | 0              | 14             | 0              | 4             | 0             |  |         |         |

| Année                   | Équipe                  | MJ |       | Plaquages | Plaquages | Plaquages | Plaquages |       | Interceptions | Interceptions | Interceptions | Interceptions |  | Fumbles | Fumbles |
| Année                   | Équipe                  | MJ | Total | Seul      | Ast.      | Sacks     | Nb.       | Yards | Déf.          | TD            | Nb.           | Rec.          |  |         |         |
| 2016                    | Raiders d'Oakland       | 1  | 4     | 4         | 0         | 0,0       | 0         | 0     | 1             | 0             | 0             | 0             |  |         |         |
| 2018                    | Colts d'Indianapolis    | 2  | 4     | 2         | 2         | 1,0       | 0         | 0     | 0             | 0             | 0             | 0             |  |         |         |
| 2020                    | Colts d'Indianapolis    | 1  | 4     | 2         | 2         | 1,5       | 0         | 0     | 0             | 0             | 1             | 0             |  |         |         |
| 2021                    | Titans du Tennessee     | 1  | 3     | 1         | 2         | 1,5       | 0         | 0     | 1             | 0             | 0             | 0             |  |         |         |
| Totaux en NFL           | Totaux en NFL           | 5  | 15    | 9         | 6         | 4,0       | 0         | 0     | 2             | 0             | 1             | 0             |  |         |         |
| Totaux chez les Raiders | Totaux chez les Raiders | 1  | 04    | 4         | 0         | 0,0       | 0         | 0     | 1             | 0             | 0             | 0             |  |         |         |
| Totaux chez les Colts   | Totaux chez les Colts   | 3  | 08    | 4         | 4         | 2,5       | 0         | 0     | 0             | 0             | 1             | 0             |  |         |         |
| Totaux chez les Titans  | Totaux chez les Titans  | 1  | 03    | 1         | 2         | 1,5       | 0         | 0     | 1             | 0             | 0             | 0             |  |         |         |